# دانيال فيرايرا
دانيال فيرايرا (بالإسبانية: Daniel Andrés Ferreyra)‏ هو لاعب كرة قدم أرجنتيني في مركز حراسة المرمى، ولد في 22 يناير 1982 في مدينة سان نيكولاس دي لوس آرويوس في الأرجنتين. لعب مع روزاريو سنترال وريفر بليت ونادي كوكيمبو أونيدو ونادي ميلغار أريكيبا.

## وصلات خارجية
- دانيال فيرايرا على موقع قاعدة بيانات كرة القدم.إي يو (الإنجليزية)
- دانيال فيرايرا على موقع Soccerway.com (الإنجليزية)